# Trout Peak
Der Trout Peak ist ein Berg im Shoshone National Forest und mit einer Höhe von 3732 m der höchste Berg der nördlichen Absaroka Range im Nordwesten des US-Bundesstaates Wyoming.

## Lage und Beschreibung
Der Trout Peak liegt abgelegen in den nördlichen Absaroka Mountains, dem nördlich des von Cody zum Yellowstone-Nationalpark verlaufenden U.S. Highway 14/16/20 gelegenen Teils der Absaroka Range im Park County des Bundesstaates Wyoming. Er liegt auf der Grenze zur North Absaroka Wilderness inmitten des Shoshone National Forests und bildet den höchsten Punkt innerhalb des Wildnisgebiets. Zusammen mit seinem massiven Ostgipfel Robbers Roost bildet er eine markante Berggestalt, die von weiten Teilen der Absaroka Range deutlich zu sehen ist. Weitere Gipfel in der Nähe sind der Dead Indian Peak unmittelbar westlich des Trout Peak sowie der Pat O'Hara Mountain im Nordosten. Mit einer Schartenhöhe von 1123 m liegt er auf der Liste der prominentesten Berge in Wyoming auf dem 5. Platz. Die Dominanz des Trout Peak beträgt 45,74 km, wobei jeweils der Carter Mountain Referenzberg ist.

## Besteigung

### Erstbesteigung
Der erste dokumentierte Aufstieg zum Trout Peak gelang am 24. August 1893 den Geologen Arnold Hague und Thomas Jaggar, die den Gipfel nach mehr als sechs Wochen am Berg über die Route vom Rattlesnake Pass bestiegen. Im gleichen Jahr erfolgte eine Besteigung durch den Topographen Frank Tweedy. Es ist jedoch zu vermuten, dass die erste Besteigung des Berges bereits durch amerikanische Ureinwohner erfolgte.

### Besteigung heute
Durch seine abgelegene Lage inmitten der Absaroka Range, mehr als 15 km von der nächsten Straße entfernt, und den daraus erfolgenden langen Anstiegswegen gilt der Trout Peak als ziemlich schwierig zu besteigen. Hinzu kommt eine hohe Wetterunsicherheit und technisch anspruchsvolle Aufstiegswege. Es bestehen drei verschiedene Anstiegsmöglichkeiten auf den Trout Peak, wobei jedoch auch bei der kürzesten eine Distanz von fast 20 km zurückgelegt werden muss. Auch wenn es möglich ist, den Gipfel an einem Tag zu erreichen, werden für die Besteigung normalerweise zwei Tage in Anspruch genommen. Bei der leichtesten Besteigung über die Spout Springs Route sowie der Möglichkeit über den Jim Creek Trail können die Startpunkte nur über kilometerlange Schotterpisten erreicht werden, die Route durch das Sunlight Basin mit Startpunkt Dead Indian Meadows ist hingegen deutlich länger als die beiden anderen. Die Aussicht vom Gipfel umfasst einen großen Teil der Berge im Nordwesten Wyomings. Direkt im Westen ist der felsige Gipfel des Dead Indian Peak sichtbar, in weiterer Entfernung sind einige Berge im Yellowstone-Nationalpark zu sehen. Auffällig sind auch die Gipfel von Pilot Peak und Index Peak im Norden sowie des Granite Peak in den Beartooth Mountains. Pat O'Hara- und Rattlesnake Mountain befinden sich im Osten und im Südosten ist in der Ferne das Buffalo Bill Reservoir zu sehen. Im Süden dominieren der langgestreckte Carter Mountain sowie die Wapiti Ridge, der höchste Berg im Südwesten der Absaroka Range.

## Belege
1. ↑  Peakbagger: Trout Peak. Abgerufen am 13. September 2021.
2. ↑  Naturalatlas: Trout Peak. Abgerufen am 13. September 2021 (englisch).
3. 1 2 3 4  Summitpost: Trout Peak. Abgerufen am 13. September 2021.